# Saillon
Saillon is een plaats in het Rhônedal in het Zwitserse kanton Wallis. Het maakt deel uit van het district Martigny.
Saillon telt 2.363 inwoners.